# Saison 2009-2010 du FC Lucerne
Chronologie
Saison précédente Saison suivante
Le FC Lucerne joue pour la saison 2009-2010 en Axpo Super League, la première division suisse. 
Lors du mercato des transferts d'été 09-10, Lucerne réussit le grand coup en engageant Hakan Yakin tant sur le plan sportif qu'économique.
L'équipe entraînée par Rolf Fringer termine quatrième du championnat de Suisse à l'issue de la saison avec 58 points, se qualifiant ainsi pour le troisième tour de qualification de la Ligue Europa 2010-2011. En Coupe de Suisse, le club est éliminé en quart de finale.